# ミザリー (映画)
『ミザリー』（Misery）は、1990年製作のアメリカ映画。スティーヴン・キングの同名小説の映画化作品で、主演のキャシー・ベイツがアカデミー主演女優賞を受賞した。
ポールの小説タイトルであり、小説内のヒロイン名「Misery」とは、直訳で「哀れ・惨めさ・悲嘆」を意味している。

## あらすじ
プロローグ
大衆向けロマンス小説『ミザリー・シリーズ』の作者である流行作家のポール・シェルダンは、「ミザリー・シリーズ」最終作に続く新作を書き上げた後、雪道で自動車事故に遭って瀕死の重傷を負ってしまう。
そんな彼を助けたのは、ポールの『ミザリー・シリーズ』の熱狂的な愛読者と称する中年女性アニー・ウィルクスだった。元看護婦だという彼女は両足を骨折したポールを献身的に介護するが、看病と言いつつポールを帰さないアニーは、次第にその狂気の片鱗を覗かせ始める。
アニーの豹変
ポールが書き上げたばかりの『ミザリー・シリーズ』の最新作の原稿を見たアニーは、出産によりヒロインが死んでしまうという結末に納得できないという理由で、原稿を燃やす事を強要してくる。新作を灰にされたポールは、彼女の狂気に気づいて命の危険を感じたことから、決死の脱出を試みる。
車椅子を用意して、タイプライターと紙を買ってきたアニーは、「ミザリーを生き返らせろ」と強要してくる。「高級な紙はインクがにじむ」と説明すると、再び激昂してアニーは新しい紙を買いに出かけた。その隙を狙って、アニーが落としたヘアピンで、部屋の鍵を開けて脱出を試みるが、電話線すら繋がっていなかったため、鎮痛剤を少しだけ盗んで急いで部屋に戻る。
一方、FBIも加わってのポールの捜索は、ポールの車が雪の中から見つかったことで終了してしまう。しかし、車のドアの傷を見たバスター保安官は、ポールの生存を確信していた。
脱出計画
ポールが書いた小説はことごとくアニーに却下されてしまうが、ようやくアニーが納得できる「ミザリー」での執筆が始まり、ミザリー生還を祝うことになる。ポールは溜めていた鎮痛剤の粉をアニーのワインに入れ、脱出の計画を立てていたが、アニーはワインをこぼしてしまった。
やがてポールの足の怪我も快方に向かい、小説も完成間近だと知るアニーは、ポールの逃走を警戒する。彼女が買い物に出かけた隙に家探ししていたポールは、アニーのアルバムを発見するが、アニーの周囲の人々は常に謎の死を遂げており、新生児の殺人容疑で逮捕歴があったことも知る。
ナイフを盗んだポールは、殺される前に殺す決意を固めた。だが真夜中にポールは、アニーに注射を打たれて気を失ってしまう。家具の位置が動いていたことで、ポールが部屋から出ていたことがバレてしまったのだ。アニーはポールの逃走手段を断つべく、彼の両足を金槌で粉砕してしまう。
クライマックス
町でアニーを見かけたバスター保安官はアニーの過去を調べ上げ、彼女が「ミザリー」のファンだという事に気付く。聞き込みでアニーがタイプ用紙を買っていた事を知り、アニーの家に向かった。危険を察したアニーは、ポールを薬で朦朧とさせて地下に隠す。アニーは何食わぬ顔で保安官を迎え入れ、自分がポールの跡を継ぐために小説を書いていると話し、手がかりを入手できなかった保安官はアニーの家を後にした。
その直後、目を覚ましたポールは助けを求めるが、アニーはそれに気付いたバスター保安官を射殺し、ポールに心中を強要する。しかしポールは、その前にミザリーを完成させようと言い包める。
その後、アニーに完成祝いの準備をさせたポールは、「ミザリーを書き上げた」と告げた。直後、アニーの目の前で原稿を燃やしてしまう。狂ったように暴れまわるアニーと激しい乱闘の末、彼女の息の根を止めたポールは、辛くも九死に一生を得る。
エピローグ
1年半後、ポールの新作は大ヒットした。しかし日々の生活の中で、アニーの幻影に悩まされ続けていた。

## キャスト
- ポール・シェルダン - ジェームズ・カーン
- アニー・ウィルクス - キャシー・ベイツ
- バスター保安官 - リチャード・ファーンズワース
- ヴァージニア (保安官の妻) - フランシス・スターンハーゲン
- マーシャ・シンデル (ポールの女性編集者) - ローレン・バコール

J・T・ウォルシュはクレジットなしで州警察官としてカメオ出演、ロブ・ライナー監督も、クレジットなしでヘリコプターパイロットとして出演している。

## 日本語吹き替え
| 役名                          | 俳優                         | 日本語吹き替え | 日本語吹き替え |
| 役名                          | 俳優                         | ソフト版       | 日本テレビ版   |
| ----------------------------- | ---------------------------- | -------------- | -------------- |
| ポール・シェルダン            | ジェームズ・カーン           | 津嘉山正種     | 有川博         |
| アニー・ウィルクス            | キャシー・ベイツ             | 小山茉美       | 藤田弓子       |
| バスター保安官                | リチャード・ファーンズワース | 中村正         | 田村錦人       |
| ヴァージニア （保安官の妻）   | フランシス・スターンハーゲン | 藤夏子         | 新村礼子       |
| マーシャ・シンデル （編集者） | ローレン・バコール           | 来宮良子       | 来宮良子       |

ソフト版は日本ヘラルド映画株式会社のVHSと株式会社ソニー・ピクチャーズ エンタテインメントのDVDに収録。
日本テレビ版は1992年4月24日初回放送の日本テレビ「金曜ロードショー」でのもの。20世紀フォックス ホーム エンターテイメント ジャパン株式会社のDVD・Blu-rayに収録。
KADOKAWAより発売の『ミザリー 4Kレストア版』Blu-ray・DVDには2種類すべての吹替を収録。

## スタッフ
- 監督 - ロブ・ライナー
- 原作 - スティーヴン・キング
- 脚本 - ウィリアム・ゴールドマン
- 撮影 - バリー・ソネンフェルド
- 音楽 - マーク・シャイマン

日本語版
- 日本語字幕 - 戸田奈津子

ソフト版
- 翻訳 - 入江敦子
- 制作 - ザック・プロモーション[2]

日本テレビ版
- 演出 - 福永莞爾
- 翻訳 - 入江敦子
- 調整 - 村田弘之
- 効果 - 佐藤良介
- 制作 - ザック・プロモーション[2]

## エピソード
- 映画『フライド・グリーン・トマト』で、キャシー・ベイツ演じる主人公が「ホラー映画の怪物にならずにすんだ」と語るシーンがある。また、ハンマーで家の壁を破壊するなど、本作品のオマージュと思われるシーンがある。
- 監督のコメンタリーによると、主人公を寝たきりにさせる演技が難しく、有名な作家役として著名な俳優を起用しようとしたが、決まるまでに相当な人数に出演を断られたという。